# Arianespace
A Arianespace SA é uma empresa francesa fundada em 1980, com a finalidade de produzir, operar e comercializar os foguetes espaciais Ariane 4 e Ariane 5 que fazem parte do programa espacial Ariane. A Arianespace é um dos sócios das operações comerciais do veículo de lançamento Soyuz da firma Starsem.
No ano de 2002 a Arianespace conquistou mais de 50 por cento do mercado mundial de satélites para órbita geoestacionária. A firma realizou mais de 130 lançamentos comerciais desde 22 de maio de 1984.
A Arianespace utiliza a base de lançamento de Kourou situado na Guiana francesa para colocar seus artefactos espaciais no espaço. A sede da Arianespace está situado a cerca de 20 km a sudeste de Paris, na cidade de Courcouronnes, adjacente a Evry.